# Love in Space (película)
Love in Space (chino: 全球熱戀, Jyutping: Cyun4 Kau Jit6 Lyun2) es el nombre de película hongkonesa y china del género romántico y comedia codirigido por Tony Chan y Wing Shya, que es protagonizada por Aaron Kwok, Eason Chan, René Liu, Kwai Lun Mei, Angelababy, Jing Boran y también con una aparición especial de Xu Fan. La película se rodó en Pekín, Sídney y el Estación Espacial Internacional.

## Actores
- Aaron Kwok
- Eason Chan
- René Liu
- Kwai Lun-Mei
- Angelababy
- Jing Boran
- Xu Fan
- Chapman To
- Grace Huang
- Liu Jinshan